# Qazigund
Qazigund é uma cidade no distrito de Anantnag, no território da união indiana de Jamu e Caxemira.

## Geografia
Qazigund está localizada a 33° 38′ N, 75° 09′ L. Tem uma altitude média de 1670 metros (5478 pés).

## Demografia
Segundo o censo de 2001, Qazigund tinha uma população de 4307 habitantes. Os indivíduos do sexo masculino constituem 62% da população e os do sexo feminino 38%. Qazigund tem uma taxa de literacia de 67%, superior à média nacional de 59,5%: a literacia no sexo masculino é de 78% e no sexo feminino é de 49%. Em Qazigund, 8% da população está abaixo dos seis anos de idade.